# Sentimento del tempo
Sentimento del tempo è una raccolta di poesie di Giuseppe Ungaretti. 
Il tema centrale è la percezione fra il presente, il passato e l'eterno. Si è parlato, per questa raccolta del 1933 (poi '36 e '42), sia d'una forma di sensibilità barocca (ispirata, per ammissione del poeta stesso, dal paesaggio romano), sia d'un neoclassicismo che succederebbe all'espressionismo dell'Allegria. In entrambi i casi, si tratta di una distensione della poesia ungarettiana entro forme garantite dalla tradizione, in coerenza con la "restaurazione" che si venne operando in Italia, a partire all'incirca dagli anni venti, dopo l'acceso sperimentalismo delle avanguardie. Il rinnovamento è riscontrabile sul piano contenutistico e su quello formale. In questa raccolta di poesie inoltre, si avverte un'ansia religiosa.
L'opera appare ricca di figure mitologiche, fanno infatti comparsa alcune divinità. Non a caso la sezione principale dell'opera prende il nome di La fine di Crono, Crono padre di Zeus (simboleggia il tempo).
Roma è vista come la città barocca per eccellenza, e come la città eterna ove non esistono leggi temporali, città incapace di tramontare nel tempo.

## Struttura
Sentimento del tempo è suddiviso in sette capitoli:
- Prime
- Fine di Crono
- Sogni e accordi
- Leggende
- Inni
- La morte meditata
- L'amore

## Poetica
Il discorso di Ungaretti si fa più complesso, ricco di preziosità, con un recupero della punteggiatura, avvicinandosi molto al barocco romano. Il Barocco infatti, «esaltazione della propria infallibilità» e contemporaneamente «sentimento di precarietà», è metafora della «condizione della vita, che è creazione e distruzione».

## Edizioni
La prima edizione risale al 1933, pubblicata a Firenze da Vallecchi, con la prefazione di Alfredo Gargiulo.
Nel 1936 venne pubblicata, ampliata e corretta, da Novissima, Roma.
L'edizione definitiva confluì nella Vita di un uomo edita da Arnoldo Mondadori Editore nel 1943, ed infine nel Meridiano Vita di un uomo - Tutte le poesie nel 1968.